# Adrien de Gerlache
Adrien Victor Joseph, baron de Gerlache de Gomery (n. 2 august 1866, Hasselt, Flandra, Belgia – d. 4 decembrie 1934, région métropolitaine de Bruxelles, Valonia, Belgia) a fost ofițer de marină și explorator polar belgian.

## Date biografice

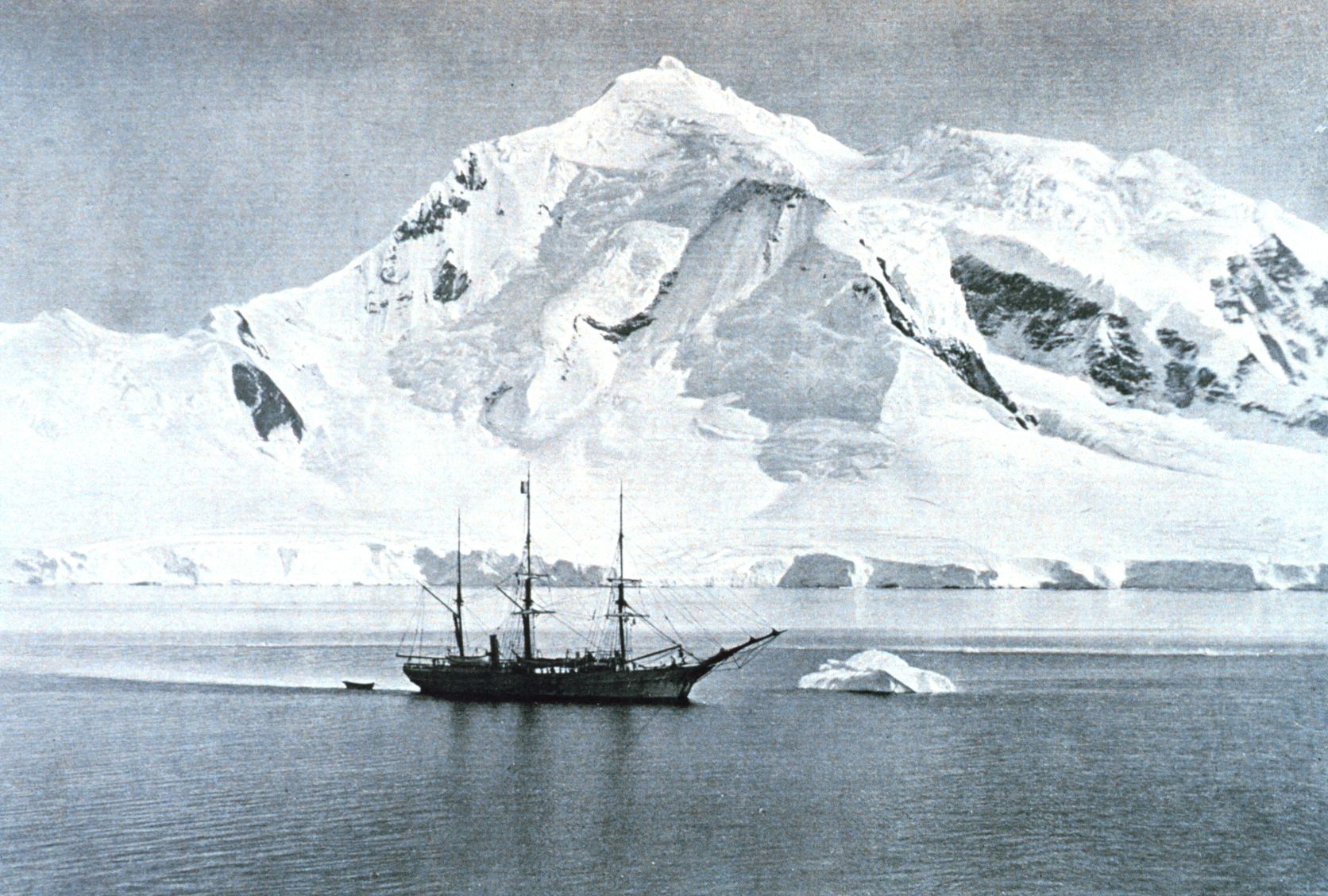
Belgica ancorată la Mount William

A condus expediția științifică pe vasul Belgica (1897 - 1899) organizată de "Societatea de geografie belgiană" în zona Antarcticii, la care a participat ca naturalist Emil Racoviță.
Această expediție, care pornește din Anvers la 10 august 1897, avea un caracter internațional, pe lângă belgieni, la ea participând și norvegianul Roald Amundsen ca ofițer secund, medicul american Frederick Cook, meterologul polonez Antoine Dobrowolski și geologul Henryk Arctowski.
A explorat Țara lui Palmer (în nordul Țării Graham) dovedind că reprezintă un mare arhipelag, a descoperit coasta Danko și a iernat în Marea Bellingshausen între 70° și 71° latitudine sudică (prima iernare în apele antarctice la latitudini mari) făcând observații științifice prețioase.
A fost comandant al expediției care, pe nava "Sèlika", își propunea să colecționeze exemplare zoologice în Golful Persic (1901). L-a însoțit pe Louis Philippe Robert Duce d'Orléans pe corabia "Français" pe coasta estică a Groenlandei (1905) A întreprins călătorii în Marea Barents și Kara (1907), în Marea Barents și Marea Groenlandei (1909, traversând-o pe ultima de la vest la est de-a lungul paralelei de 78° latitudine nordică. Mai târziu la asistat (1913 -1914) pe Sir E. Shackleton în organizarea expediției sale transantarctice (1914 - 1917) navigând pe iahtul "Polaris" (denumit apoi "Endurance") până la Marea Ross.
Strâmtoarea dintre "Țara Graham" și "Arhipelagul Palmer", un masiv muntos și un cap în Antarctica îi poartă astăzi numele.

## Lucrări principale
- fr Voyage de la Belgica. Quinze mois en Antarctique Arhivat în 11 martie 2007, la Wayback Machine. Lucrarea poate fi accesată pe siteul web a Bibliotecii Naționale a Franței; copia xerografiată nu este de cea mai bună calitate (1901)
- Victoire sur la nuit antarctique. L'éxpedition de la "Belgica" 1897 - 1899 (1960)